# Svið

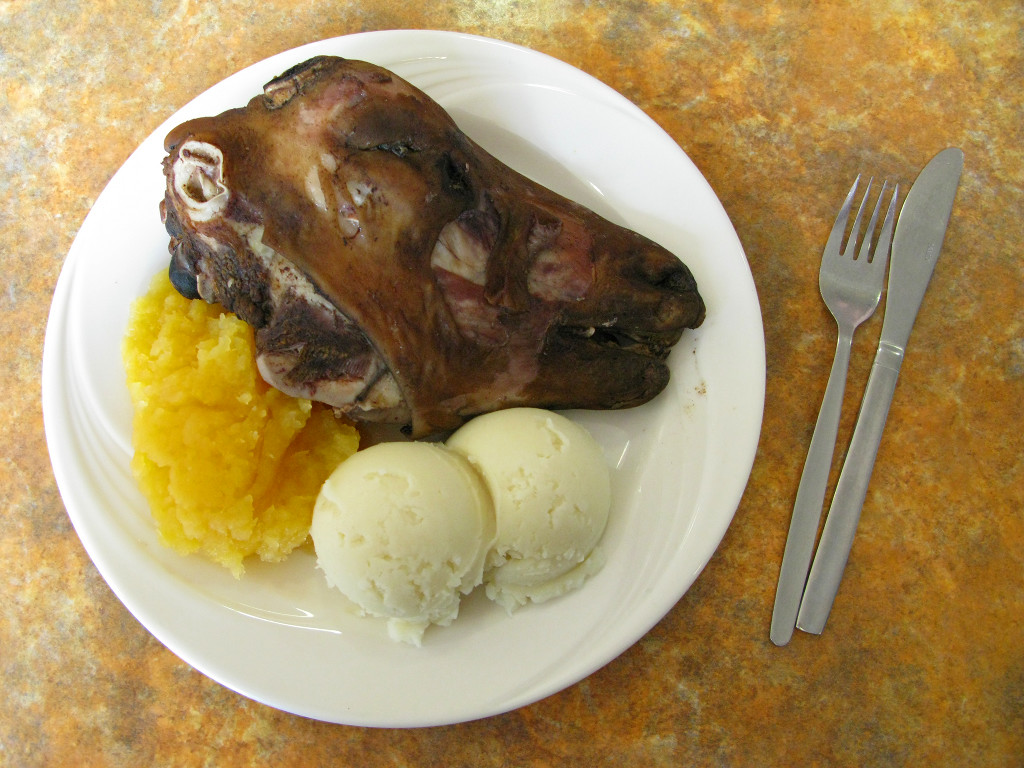
Svið mit Stampfkartoffeln und Rübenmus am BSÍ in Reykjavík.

Svið ist ein traditionelles Gericht in Island. Es handelt sich um schwarzgesengte Schafsköpfe, wie sie beim (Haus-)Schlachten anfallen. Svið wird in Supermärkten als Tiefkühlware angeboten. Durch das Abbrennen wird das Fell entfernt. Heute werden die Köpfe als Tiefkühlkost gelagert und auch angeboten. Vor dem Auftauen und Kochen wird die äußere Schicht abgeschabt. Es verbleibt ein Aroma wie beim Räuchern.
Auch auf den Färöern, den Schafsinseln, werden Schafsköpfe gegessen und seyðahøvd genannt.